# 大順 (新加坡企業)
大順有限公司，簡稱大順（英語：Tye Soon Limited，SGX：T08），在1933年由王万源創立，專門在香港、新加坡、馬來西亞、澳門、中國內地等經營从事汽车零件进出口。前身為「大順私人有限公司」。主席為王發祥。
總部位於3C Toh Guan Road East Tye Soon Building Singapore 608832。而股份在1997年5月19日於新加坡交易所主板上市。

## 連結
- TyeSoon.com （页面存档备份，存于）